# Sách Xanh
Sách Xanh (tiếng Ả Rập: الكتاب الأخضر al-Kitāb al-Aḫḍar) là một cuốn sách ngắn có nội dung về chính trị học của nhà lãnh đạo Libya, Muammar al-Gaddafi. Cuốn sách được xuất bản lần đầu tiên vào năm 1975 và từng được dự định sẽ là cuốn sách phải đọc theo quy định đối với người dân Libya  Cuốn sách được lấy cảm hứng một phần từ Mao tuyển (Mao chủ tịch ngữ lục, dẫn lời Mao chủ tịch). Cả hai đều được phân phát rộng rãi bên trong và ngoài quốc gia của họ, và "lối hành văn đơn giản, dễ hiểu với những khẩu hiệu đáng nhớ." Trong Nội chiến Libya 2011, cuốn sách này đã bị nhiều người biểu tình đốt cháy.
Bản dịch Anh ngữ của cuốn sách đã được Ủy ban Toàn dân Libya phát hành, và một bản song ngữ Ả Rập/Anh cũng được Martin, Brian & O'Keeffe phát hành tại Luân Đôn vào năm 1976.
Cuốn sách là nguyên nhân của một vụ bê bối vào năm 1987, khi câu lạc bộ khúc côn cầu trên băng Tây Đức ECD Iserlohn ký một thoả thuận quảng cáo cho cuốn sách với giá 900.000 Đô la Mỹ.

## ‎Tóm tắt‎‎
‎Bảng sau đây đưa ra một bản tóm tắt từng chương của cuốn sách. ‎
| ‎Phần‎ | ‎Chương‎ | ‎Tiêu đề‎                                                                                          | ‎Tóm tắt ‎ |
| ---- | ------ | ------------------------------------------------------------------------------------------------ | --- |
| ‎I    | 1      | ‎Công cụ của chính phủ ‎                                                                           | ‎Câu hỏi chính trị quan trọng nhất là "hình thức chính phủ nào nên được thành lập?" Một chính phủ như vậy nên là một nền dân chủ trực tiếp, nhưng những gì thường xảy ra là các nền dân chủ đại diện được thành lập, chiếm đoạt ý chí của những người dân lớn không bỏ phiếu cho các chính phủ hiện tại, sử dụng các hệ thống bầu cử ‎‎đầu tiên‎‎. ‎                                                                              |
| ‎I    | 2      | ‎Nghị viện ‎                                                                                       | ‎Đặc điểm cơ bản của một nền dân chủ đại diện là ‎‎quốc hội‎‎, hoặc hội đồng của nó. Sau khi được bầu, các thành viên chiếm đoạt quyền lực của các cử tri của họ cho nhiệm kỳ phục vụ của họ. ‎ |
| ‎I    | 3      | ‎Đảng ‎                                                                                            | ‎Bản thân ‎‎các đảng chính trị‎‎ cũng chiếm đoạt quyền lực của nhân dân, và tập trung vào việc duy trì quyền lực thay vì cải thiện xã hội cho tất cả mọi người, đối tượng thích hợp của chính phủ. Tồi tệ hơn, các đảng chính trị dễ bị tham nhũng. ‎ |
| ‎I    | 4      | Tầng lớp ‎                                                                                        | ‎Xã hội cũng được chia thành ‎‎các tầng lớp: các‎‎ nhóm chính trị, xã hội hoặc bộ lạc. Một giai cấp có được quyền lực chính trị, cũng thừa hưởng xã hội trong đó quyền lực đó được đạt được. Một giai cấp công nhân cũ cuối cùng trở thành giai cấp thống trị mới. Vấn đề đa nguyên hay thiểu số cai trị toàn xã hội vẫn tồn tại. ‎                                                                                               |
| ‎I    | 5      | Plebiscites                                                                                      | ‎Plebiscites‎‎ hoặc referenda không phải là một giải pháp thích hợp cho vấn đề chính trị. Ý kiến chính trị của một người không giảm xuống thành một cuộc bỏ phiếu có hoặc không. ‎ |
| ‎I    | 6      | ‎Hội nghị nhân dân và Ủy ban nhân dân ‎                                                            | ‎Giải pháp cho vấn đề dân chủ là thành lập một loạt các Hội nghị nhân dân (hoặc, Quốc hội) và Ủy ban Nhân dân, bao gồm toàn bộ xã hội và tất cả các lĩnh vực của nó. Làm việc cùng nhau, các nhóm này thay thế quản lý chính phủ, với sự tham gia của tất cả mọi người. Các nhóm này cũng không phải là quốc hội trong đó thẩm quyền được ủy quyền. ‎                                                                         |
| ‎I    | 7      | ‎Luật xã hội ‎                                                                                     | ‎Cơ sở của pháp luật là trong phong tục và tôn giáo, nguồn gốc đích thực của quy định xã hội, và không phải trong ‎‎hiến pháp‎‎ bằng văn bản. Thực tế là các hiến pháp thường xuyên được sửa đổi là một bằng chứng về sự yếu kém và thoáng qua của chúng như một công cụ của chính phủ. ‎ |
| ‎I    | 8      | ‎Ai giám sát hành vi của xã hội? ‎                                                                 | ‎Cũng giống như quyền lực chính trị không nên được giao cho các đại diện, quyền lực cảnh sát cũng không nên được ủy thác khỏi toàn xã hội. Một lần nữa, cấu trúc của các hội nghị và ủy ban là giải pháp. Toàn bộ là cơ quan lập pháp cho toàn bộ, và toàn bộ là thực thi pháp luật cho toàn bộ. ‎ |
| ‎I    | 9      | ‎Làm thế nào xã hội có thể chuyển hướng khóa học của nó khi sai lệch từ luật pháp của nó xảy ra? ‎ | ‎Trong trường hợp một thiểu số điều hành một chính phủ, một thiểu số khác có sáng kiến có thể nắm quyền lực thông qua cách mạng, với kết quả cuối cùng là như nhau: quy tắc thiểu số. Giải pháp cho chu kỳ này một lần nữa là hệ thống các Hội nghị và Ủy ban: toàn bộ xã hội tự quản lý một cách hữu cơ. Khi điều này xảy ra, chỉ có một toàn bộ, và do đó không có kẻ thù bên ngoài để chiến đấu. ‎                         |
| ‎I    | 10     | ‎Báo chí ‎                                                                                         | ‎Trong khi các cá nhân và công ty có quyền thể hiện bản thân trong khả năng tư nhân, "‎‎báo chí‎‎" như một phương tiện thể hiện cho xã hội phải được ban hành bởi các Hội nghị và Ủy ban. Nếu không, các cá nhân sẽ một lần nữa chiếm đoạt quyền lực từ những người khác trong lĩnh vực ý tưởng. ‎ |
| II   | 11     | ‎Cơ sở kinh tế của lý thuyết phổ quát thứ ba ‎                                                     | ‎Những phát triển gần đây trong đời sống lao động như ‎‎công đoàn‎‎ và ‎‎mức lương tối thiểu‎‎ không đi đủ xa trong việc đạt được sự bình đẳng cho tất cả người lao động. Điều cần thiết là bãi bỏ thu nhập tiền lương để ủng hộ một quá trình "hợp tác" của một công nhân cá nhân với một ngành nhất định. Năng suất phải được chia đều không chỉ giữa các cá nhân, mà còn giữa tất cả các thành phần của quy trình sản xuất. ‎      |
| II   | 12     | ‎Cần ‎                                                                                             | ‎Nhu cầu‎‎ là một vấn đề kinh tế trung tâm. Nhu cầu của một số người có thể bị săn đuổi bởi những người có phương tiện để cung cấp, và do đó khai thác. Chính phủ nên loại bỏ sự bóc lột như vậy. ‎ |
| II   | 13     | ‎Nhà ‎                                                                                             | ‎Ví dụ, việc cho thuê nhà ở là khai thác, và vi phạm quyền tự do của người thuê nhà. Lý tưởng nhất, mọi người chỉ nên có một ngôi nhà, bởi vì nếu một bên nhất định có nhiều hơn một tài sản, họ sẽ có xu hướng thuê nó, do đó khai thác người thuê nhà của họ. ‎ |
| II   | 14     | ‎Thu nhập ‎                                                                                        | ‎Thu nhập cá nhân là điều cần thiết cho một nền kinh tế. Một lần nữa, thu nhập như vậy không nên được thực hiện như tiền lương được trả bởi một chủ sở hữu, nhưng là kết quả của quan hệ đối tác trong một ngành công nghiệp. ‎ |
| II   | 15     | ‎Phương tiện giao thông ‎                                                                          | ‎Giao thông vận tải cũng nên có sẵn cho tất cả mọi người, và đồng thời không thuộc sở hữu của một số chỉ để được thuê cho người khác, như trong trường hợp dịch vụ ‎‎taxi‎‎. ‎ |
| II   | 16     | ‎Đất ‎                                                                                             | ‎Đất đai, giống như tất cả các loại nói trên, nên có sẵn như nhau cho tất cả mọi người. Nói chung, nền kinh tế là một ‎‎trò chơi có tổng bằng không‎‎, và các thành phần của nền kinh tế do đó nên được phân phối bình đẳng giữa tất cả, để tạo ra ‎‎sự bình đẳng về kết quả‎‎. Không ai có quyền tiết kiệm cho chính mình ngoài nhu cầu của chính họ, ngoại trừ phần số học của riêng họ về một điều tốt nhất định trong toàn dân. ‎ |
| II   | 17     | ‎Người giúp việc gia đình ‎                                                                        | ‎Giống như những người làm công ăn lương sản xuất hàng hóa, những người ‎‎giúp việc gia‎‎ đình làm dịch vụ thực sự là nô lệ. Mô hình kinh tế đã được phác thảo cũng có thể được áp dụng cho tình huống của họ. ‎ |
| III  | 18     | ‎Cơ sở xã hội của lý thuyết phổ quát thứ ba ‎                                                      | ‎Các cá nhân, gia đình, ‎‎bộ lạc‎‎ và ‎‎quốc gia‎‎ là các đơn vị xã hội, và các mối quan hệ xã hội của họ thúc đẩy quá trình lịch sử. Trong số này, quốc gia là một đơn vị trung tâm, được tổ chức bởi ‎‎chủ nghĩa dân tộc‎‎. Giống như mặt trời sẽ tan biến mà không có trọng lực, các quốc gia tiêu tan mà không có sự thống nhất quốc gia. ‎                                                                                           |
| III  | 19     | ‎Gia đình ‎                                                                                        | ‎Gia đình, cá nhân và quốc gia (theo nghĩa của ‎‎các quốc gia‎‎ dân tộc) là các phạm trù xã hội tự nhiên, khách quan của con người, trên một liên tục. Trái ngược với những điều này là cấu trúc hiện đại nhân tạo của ‎‎nhà nước‎‎, khác biệt với một quốc gia. ‎ |
| III  | 20     | ‎Bộ lạc ‎                                                                                          | ‎Vượt qua gia đình, cấp độ nhóm người lớn nhất tiếp theo là bộ lạc. Các đơn vị xã hội khác nhau của con người đang giảm dần quan trọng đối với các cá nhân ở cấp độ cá nhân, khi kích thước của họ tăng lên. ‎ |
| III  | 21     | ‎Giá trị của bộ lạc ‎                                                                              | ‎Các bộ lạc bắt nguồn từ ‎‎máu‎‎, cung cấp sự gắn kết xã hội, có thể tự giám sát nội bộ do số lượng của họ. Họ cũng đảm bảo ‎‎xã hội hóa‎‎ các cá nhân của họ, một nền giáo dục hữu ích hơn một nền giáo dục trường học. ‎ |
| III  | 22     | ‎Quốc gia ‎                                                                                        | ‎Một lần nữa, chủ nghĩa dân tộc là một phạm trù xã hội trung tâm, một phạm trù liên quan chặt chẽ nhưng khác biệt với các loại xã hội quy mô lớn khác: tôn giáo, nhà nước và đế chế. Lý do tại sao các quốc gia và đế chế thay đổi và sụp đổ là vì sự không phù hợp của họ với các quốc gia đích thực. ‎ |
| III  | 23     | ‎Đàn bà ‎                                                                                          | ‎Phụ nữ và đàn ông bình đẳng như con người, theo nghĩa là họ có cùng nhu cầu sinh lý, và đang suy nghĩ và cảm nhận chúng sinh. Tuy nhiên, ‎‎dị hình giới tính‎‎ làm phát sinh ‎‎vai trò giới tính‎‎ tự nhiên và phù hợp với sự khác biệt giữa hai giới. Tự do bao gồm việc tuân theo tự nhiên, đặc biệt là ở phụ nữ có khả năng nuôi dạy gia đình mà không bị xã hội ép buộc phải tìm kiếm công việc chỉ phù hợp với nam giới. ‎      |
| III  | 24     | ‎Dân tộc thiểu số ‎                                                                                | ‎Các nhóm thiểu số có hai loại: những người đã có một quốc gia, và những người không có, làm cho riêng họ. Dù bằng cách nào, quyền lợi của họ phải được bảo vệ. ‎ |
| III  | 25     | ‎Người da đen sẽ chiếm ưu thế trên thế giới ‎                                                      | ‎Người da đen sẵn sàng thống trị dân số loài người vì văn hóa của họ bao gồm ‎‎chế độ đa thê‎‎ và tránh ‎‎kiểm soát sinh sản‎‎, và bởi vì họ sống trong một khí hậu "liên tục nóng", với kết quả là công việc ít quan trọng đối với họ hơn so với các nền văn hóa khác. ‎ |
| III  | 26     | ‎Giáo dục ‎                                                                                        | ‎Giáo dục trường học chính thức là độc tài, một chế độ chuyên chế khác như những người được liệt kê ở trên. Giáo dục nên được cung cấp trong bất kỳ thời trang nào mọi người muốn tham gia với nó. ‎ |
| III  | 27     | ‎Âm nhạc và Nghệ thuật ‎                                                                           | ‎Con người cuối cùng nên nói một ngôn ngữ. Thị hiếu nghệ thuật và văn hóa bị ảnh hưởng bởi sự khác biệt về ngôn ngữ, và bản thân dấu ấn trước đây "trên ‎‎gen‎‎" của cá nhân. ‎ |
| III  | 28     | ‎Thể thao, cưỡi ngựa và sân khấu ‎                                                                 | ‎Khán giả‎‎ trong thể thao, nhà hát và các trò giải trí khác là ngu ngốc. Mọi người nên tham gia vào các môn thể thao trực tiếp, có được lợi ích của điền kinh cho chính họ, thay vì đứng bên cạnh và xem người khác biểu diễn.‎ |

## Ảnh hưởng
Theo một tác giả người Anh là George Tremlett, trẻ em Libya đã từng dành 2 tiếng mỗi tuần để học tập nội dung cuốn sách và việc này nằm trong nội dung giảng dạy chính thức; các đoạn trích của cuốn sách được thể hiện hàng ngày trên truyền hình và phát thanh; các khẩu hiệu trong cuốn sách có thể được nhìn thấy trên các bảng thông báo và các lớp sơn trên tường các toà nhà tại Libya; các buổi thuyết trình và nghiên cứu về cuốn sách đã từng được tổ chức tại Pháp, Đông Âu, Colombia, và Venezuela.

## Nội dung
Sách Xanh gồm ba phần và có 110 trang, trong đó một trang có 200 từ hoặc ít hơn.
- Giải pháp của Vấn đề Dân chủ: Quyền lực của Nhân dân (xuất bản cuối năm 1975)
- Giải pháp của Vấn đề Kinh tế: Chủ nghĩa xã hội (xuất bản đầu năm 1977)
- Nền tảng Xã hội của Thuyết Thế giới thứ ba (xuất bản tháng 12 năm 1981)

Sách Xanh không chấp nhận nền dân chủ tự do hiện đại, tự do báo chí và chủ nghĩa tư bản. Gaddafi tuyên bố rằng nền dân chủ của Libya dựa trên dân chủ trực tiếp thông qua hình thức các uỷ ban quần chúng. Tuy nhiên hệ thống này trên thực tế có nhiều giới hạn, trong đó có việc Gadaffi có thể tự mình lựa chọn các thành viên chính phủ, và có ảnh hưởng tới các uỷ ban cách mạng (không qua bầu cử) vốn có vị thế trong các hoạt động của chính quyền..